# 26528 Genniferubin
26528 Genniferubin este un asteroid din centura principală de asteroizi.

## Descriere
26528 Genniferubin este un asteroid din centura principală de asteroizi. A fost descoperit pe 6 februarie 2000 la Socorro, New Mexico, în cadrul proiectului LINEAR. Asteroidul prezintă o orbită caracterizată de o semiaxă mare de 3,15 ua, o excentricitate de 0,11 și o înclinație de 2,0° în raport cu ecliptica.